# أريس (ميسينيا)
أريس (Άρις) هي مدينة في ميسينيا في مقاطعة كينتريكي إلادا في اليونان.
يبلغ عدد سكانها حوالي 861 نسمة.